# Nicola Phillips
Nicola Phillips (* 29. Juli 1971) ist eine britische Politikwissenschaftlerin und Hochschulmanagerin. Seit 2021 ist sie Provost der University of Melbourne. Bevor sie nach Australien ging, war sie Vizepräsidentin am King’s College London. Davor lehrte und forschte sie an den Universitäten Warwick, Manchester und Sheffield. Als Professorin der University of Sheffield amtierte sie 2015/16 als Vorsitzende der British International Studies Association (BISA).
Phillips studierte am King’s College London Hispanistik und machte anschließend das Master-Examen in Vergleichender Regierungslehre an der London School of Economics, wo sie auch zur Ph.D. (Internationale Beziehungen) promoviert wurde. 2019 absolvierte sie das Advanced Management Program an der Harvard Business School.
Sie forschte zu Feministischen Theorien der Internationalen Beziehungen und wurde 2018 mit dem J. Ann Tickner-Prize der International Studies Association ausgezeichnet. 
Ihre Forschung konzentriert sich auf das Thema Ungleichheit in der globalen politischen Ökonomie, wobei sie insbesondere Produktion und globale Wertschöpfungsketten, globale Migration sowie Arbeitsstandards und Ausbeutung, einschließlich Zwangs- und Kinderarbeit, analysiert. 2023 gab sie das Lehrbuch Global political economy heraus.